# Bos Wars
《Bos Wars》（曾名Battle of Survival）是免费跨平台即时战略游戏。Tina Petersenand 在2004年启动， François Beerten现在执掌。用C++和Lua 写成，使用SDL。
Bos Wars曾作为LinuxLinks 42 More of the Best Free Linux Games列表中一员。
Bos Wars 也曾作为学习RTS游戏的工具。 "Adaptive reinforcement learning agents in RTS games", by Eric Kok .

## 玩法
地图覆盖战场迷雾。
玩家拥有的单位等都完全一致。简单到没有科技树发展，工程师可以收集矿物和能源，收割机也有同样作用，岩石具有矿物而树木具有能源，能源建筑也可以产生。

## 其他
重要开源游戏列表